# Ringsted Kommune
Die Ringsted Kommune ist eine dänische Gemeinde in der Region Sjælland. Sie erstreckt sich über 294,60 km² und zählt 35.906 Einwohner (Stand 1. Januar 2023). Der Sitz der Verwaltung ist in Ringsted.
Ringsted Kommune wurde im Zuge der Verwaltungsreform von 1970 gebildet und blieb bei der neuerlichen Verwaltungsreform des Jahres 2007 in vollem Umfang erhalten. Dabei wechselte die Kommune vom Vestsjællands Amt in die neue Region Sjælland.

## Kirchspielsgemeinden und Ortschaften in der Kommune
Auf dem Gemeindegebiet liegen die folgenden Kirchspielsgemeinden (dän.: Sogn) und Ortschaften mit über 200 Einwohnern (byer nach Definition der dänischen Statistikbehörde); Einwohnerzahl am 1. Januar 2023, bei einer eingetragenen Einwohnerzahl von Null hatte der Ort in der Vergangenheit mehr als 200 Einwohner:
| Nr.  | Kirchspiel                   | Einwohner              | Ortschaft          | Einwohner |
| ---- | ---------------------------- | ---------------------- | ------------------ | --------- |
| 02   | Allindemagle Sogn            | 1. Oktober 2020: 0.265 |                    |           |
| 09   | Benløse Sogn                 | 6.019                  |                    |           |
| 07   | Bringstrup Sogn              | 432                    |                    |           |
| 16   | Farendløse Sogn              | 567                    | Farendløse         | 348       |
| 01   | Gyrstinge Sogn               | 827                    | Gyrstinge          | 355       |
| 03   | Haraldsted Sogn              | 1. Oktober 2020: 1.064 |                    |           |
| 02/3 | Haraldsted-Allindemagle Sogn | 1.322                  |                    |           |
| 12   | Høm Sogn                     | 661                    | Høm                | 477       |
| 05   | Jystrup Sogn                 | 1.207                  | Jystrup            | 850       |
| 10   | Kværkeby Sogn                | 1.246                  | Fjællebro Kværkeby | 236 584   |
| 13   | Nordrupøster Sogn            | 662                    | Nordrup            | 298       |
| 08   | Ringsted Sogn                | 18.180                 | Ringsted           | 23.498    |
| 11   | Sigersted Sogn               | 477                    |                    |           |
| 15   | Sneslev Sogn                 | 670                    | Sneslev            | 408       |
| 04   | Valsølille Sogn              | 412                    |                    |           |
| 14   | Vetterslev Sogn              | 769                    | Vetterslev         | 614       |
| 06   | Vigersted Sogn               | 1.460                  | Ortved Vigersted   | 255 548   |
| 17   | Ørslev Sogn                  | 892                    | Ørslev             | 673       |

1. 1 2 3  Allindemagle Sogn und Haraldsted Sogn wurden am 29. November 2020 zum Haraldsted-Allindemagle Sogn zusammengelegt.
2. 1 2 3  
Die Stadt Ringsted erstreckt sich über die Kirchspiele Ringsted Sogn und Benløse Sogn.

## Entwicklung der Einwohnerzahl

Bevölkerungsentwicklung

| Jahr             | Einwohner |
| ---------------- | --------- |
| 9. November 1970 | 25.488    |
| 1. Januar 1976   | 27.300    |
| 1. Januar 1981   | 28.207    |
| 1. Januar 1986   | 28.424    |
| 1. Januar 1990   | 28.393    |
| 1. Januar 1996   | 29.067    |
| 1. Januar 2000   | 29.547    |
| 1. Januar 2004   | 30.418    |
| 1. Januar 2008   | 32.092    |
| 1. Januar 2010   | 32.584    |
| 1. Januar 2011   | 32.890    |
| 1. Januar 2023   | 35.906    |

## Partnerstädte
Die Ringsted Kommune unterhält folgende Städtepartnerschaften:
- Tschechien: Kutná Hora
- Ungarn: Gyöngyös
- Schweden: Skövde
- Norwegen: Halden
- Finnland: Sastamala
- Vereinigte Staaten: Ringsted